# Shibayama Tsutomu
Tsutomu Shibayama (芝山努 (Chi Sơn Nỗ) Shibayama Tsutomu, sinh ngày 9 tháng 3 năm 1941 tại Asakusa, Taitō, Tokyo) là 1 đạo diễn phim anime và truyền hình Nhật Bản.
Năm 2012 ông giành được giải thưởng Agency for Cultural Affairs .

## Công việc
- Doraemon: Đạo diễn mùa 2
- Doraemon: Chú khủng long của Nobita (movie): layout
- Doraemon: Nobita và lâu đài dưới đáy biển: Đạo diễn
- Doraemon: Nobita và chuyến phiêu lưu vào xứ quỷ: Đạo diễn
- Doraemon: Nobita và cuộc chiến vũ trụ: Đạo diễn
- Doraemon: Nobita và binh đoàn người sắt: Đạo diễn
- Doraemon: Nobita và hiệp sĩ rồng: Đạo diễn
- Doraemon: Nobita Tây du ký: Đạo diễn
- Doraemon: Nobita và nước Nhật thời nguyên thủy: Đạo diễn
- Doraemon: Nobita và hành tinh muông thú: Đạo diễn
- Doraemon: Nobita ở xứ sở nghìn lẻ một đêm: Đạo diễn
- Doraemon: Nobita và Vương quốc trên mây: Đạo diễn
- Doraemon: Nobita và mê cung thiếc: Đạo diễn
- Doraemon: Nobita và ba chàng hiệp sĩ mộng mơ: Đạo diễn
- Doraemon: Đấng toàn năng Nobita: Đạo diễn
- Doraemon: Nobita và chuyến tàu tốc hành Ngân Hà: Đạo diễn
- Doraemon: Nobita và chuyến phiêu lưu ở thành phố dây cót: Đạo diễn
- Doraemon: Nobita du hành biển phương Nam: Đạo diễn
- Doraemon: Nobita - Vũ trụ phiêu lưu ký: Đạo diễn
- Doraemon: Nobita và truyền thuyết vua Mặt Trời: Đạo diễn
- Doraemon: Nobita và những dũng sĩ có cánh: Đạo diễn
- Doraemon: Nobita và vương quốc robot: Đạo diễn
- Doraemon: Nobita và những pháp sư Gió bí ẩn: Đạo diễn
- Doraemon: Nobita ở vương quốc chó mèo: Đạo diễn
- Makoto-chan: Đạo diễn
- Ranma ½: Đạo diễn
- Nyani ga Nyander Nyander Kamen: Đạo diễn
- 21 Emon: Uchū e Irasshai! (movie): Đạo diễn
- Akai Tori no Kokoro (TV): Đạo diễn
- Chibi Maruko-chan: Watashi no Suki na Uta (movie): Đạo diễn
- Dokonjo Gaeru (TV): Đạo diễn hoạt hình
- Eiga Nintama Rantarō (movie): Đạo diễn chính
- Ganbare!! Tabuchi-kun!! (movie): Đạo diễn, cốt truyện
- Ganso Tensai Bakabon (TV): Đạo diễn hoạt hình
- Hajime Ningen Gyatoruz (TV): Đạo diễn hoạt hình
- Iga no Kabamaru (TV): Đạo diễn, Cốt truyện
- Karaoke Senshi Mike-tarou(TV): Đạo diễn
- Licca-chan to Yamaneko Hoshi no Tabi (OVA): Đạo diễn
- Moomin (TV): Đạo diễn hoạt hình (Tokyo Movie Shinsha)
- Nintama Rantaro (TV): Đạo diễn chính
- Obake no Q-tarō (TV 1/1965): Đạo diễn hoạt hình
- Cậu bé siêu nhân (TV 1/1967): Đạo diễn chính
- Tensai Bakabon (TV): Đạo diễn hoạt hình
- Tokimeki Tonight (TV): Đạo diễn, Đạo diễn tập phim (tập 6)
- Tsushimamaru-sayonara okinawa(movie): Đạo diễn hoạt hình
- Chibi Maruko-chan (TV 2): Giám sát sản xuất
- Gekijō-ban Anime Nintama Rantaro Ninjutsu Gakuen Zenin Shutsudō! no Dan (movie): Giám sát
- Kyojin no Hoshi (TV): Key Animation
- Lupin III: Hồ sơ bí mật (OVA): thiết kế nhân vật (hướng dẫn viên 1), Đạo diễn hoạt hình (hướng dẫn viên 1)
- Lupin III: Sự bí ẩn của Mamo (movie): Layout
- Magical Angel Creamy Mami: Long Good-Bye (OVA): người giám sát Layout
- Smart-san (TV): Thiết kế nhân vật
- Teppei (TV): Cốt truyện (tập 28)